# Johanna Döbereiner

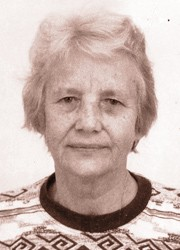
Johanna Döbereiner

Johanna Liesbeth Döbereiner, geb. Kubelka (* 28. November 1924 in Ústí nad Labem (Aussig); † 5. Oktober 2000 in Seropédica) war eine brasilianische Agrarwissenschaftlerin deutsch-tschechischer Herkunft. Ihre Forschungsergebnisse auf dem Gebiet der biotischen Stickstofffixierung waren die Grundlage einer effizienteren Sojabohnenproduktion in Brasilien und trugen mit dazu bei, dass das Land zum zweitwichtigsten Sojabohnen-Produzenten der Welt wurde.

## Leben und Wirken
Döbereiner wurde 1924 in Aussig geboren und wuchs in Prag auf. In Prag war ihr Vater Paul Kubelka als Lehrer an der Deutschen Hochschule tätig. Während des Zweiten Weltkrieges begann sie als 17-Jährige in der Kinderbetreuung und anschließend in der Landwirtschaft zu arbeiten, der Kontakt zu ihren Eltern und Großeltern war nur noch selten möglich. 1945 wurde ihre Familie als Sudetendeutsche aus der Tschechoslowakei vertrieben. Döbereiner arbeitete danach auf Bauernhöfen in Deutschland und studierte ab 1947 Agrarwissenschaften an der Universität München. 1950 schloss sie das Studium als Agraringenieur ab. Im gleichen Jahr wanderte sie mit ihrem Ehemann, dem Veterinär Jürgen Döbereiner, nach Brasilien aus. 1956 nahm sie die brasilianische Staatsbürgerschaft an.
In Rio de Janeiro übernahm Döbereiner 1951 eine Stelle in der Forschungsabteilung des brasilianischen Ministeriums für Agrarkultur (heute Embrapa), wo sie auf dem Gebiet der Bodenmikrobiologie arbeitete. 1951 veröffentlichte sie ihre erste wissenschaftliche Publikation, in der sie die Auswirkungen des Abdeckens von Gemüse auf die Population von Bodenbakterien beschrieb. 1958 identifizierte sie mit ihrem Team das Stickstoff-bindende Rhizosphärebakterium Beijerinckia fluminensis. 1966 entdeckte sie das Bakterium Azotobacter paspali, welches an der Wurzeloberfläche von Gräsern lebt, wie sie am Campus von Embrapa wuchsen.
1963 erlangte sie den Master-of-Science-Abschluss an der University of Wisconsin mit einer Arbeit zu dem Thema Manganese toxicity in Rhizobium-bean symbiosis (Phaseolus vulgaris L.).
Döbereiners Forschungsschwerpunkt lag in dem landwirtschaftlichen Einsatz von Stickstoff-bindenden Bakterien anstelle von Stickstoffdünger, womit eine Verringerung der Produktionskosten und der Umweltbelastung verbunden ist. In den 1960ern überzeugte sie die Organisatoren des brasilianischen Soja-Zuchtprogramms, die verwendeten Sojaarten ausschließlich nach der Möglichkeit der biotischen Stickstofffixierung auszuwählen. Dieser Umstand ermöglichte es Brasilien zum zweitwichtigsten Sojabohnen-Produzenten zu werden. Ihr Wachstumsbeschleuniger für Soja ersetzt jährlich Dünger im Wert von 2,5 Milliarden Dollar.
Döbereiner war 1981 Gründungsmitglied der Academy of Sciences for the Developing World (TWAS) und gehörte seit 1978 der Päpstlichen Akademie der Wissenschaften sowie seit 1977 der Academia Brasileira de Ciências an, deren Vizepräsident sie 1995 wurde.
Sie veröffentlichte über 370 Artikel in wissenschaftlichen Zeitschriften. Eine Studie der Folha de S. Paulo von 1997 ermittelte Döbereiner als die am häufigsten zitierte weibliche Wissenschaftlerin Brasiliens und als eine der 10 Prozent am häufigsten zitierten brasilianischen Wissenschaftler insgesamt.
Döbereiner starb am 5. Oktober 2000 an den Folgen von Alzheimer.

## Auszeichnungen (Auswahl)
- 1976 EMBRAPA Frederico Menezes Veiga prize[6]
- 1975 Ehrendoktor der University of Florida[8]
- 1977 Research Agriculture of Today prize[6]
- 1979 Bernardo Houssay Science Award der Organization of American States[6]
- 1984 Verdienstkreuz 1. Klasse[5]
- 1989 UNESCO Science Prize und UNESCO Einstein medal[9]
- 1992 Premio México de Ciencia y Tecnología (Mexico Award for Science and Technology)[3]
- 1997 Nominierung für den Nobelpreis für Chemie[10]

## Dedikationsnamen
- Azospirillum doebereinerae
- Gluconacetobacter johannae

## Publikationen (Auswahl)
- Limitations and potentials for biological nitrogen fixation in the tropics. Plenum Press, New York 1978, ISBN 0306365103.
- Nitrogen-fixing bacteria in nonleguminous crop plants. Madison, Wis. : Science Tech Publishers, Springer-Verlag, Berlin 1987, ISBN 0910239118.
- Evaluation of nitrogen fixation in legumes by the regression of total plant nitrogen with nodule weight. in Nature, 210, 1996, S. 850–852.
- mit J.F.W. von Bulow: Potential for nitrogen fixation in maize genotypes in Brazil. in Proc. Natl. Acad. Sci., USA 72, 1975, S. 2389–2393.